# 変電
変電（へんでん）とは、狭義には交流の電圧変換を指し、広義には無効電力の調整による電圧の調整、周波数変換、交流と直流との相互変換、直流の電圧変換など、電力の変換・調整操作全般を意味する。
発電施設から需要家へ電力を供給する場合、送電による電力損失を抑えるため送電線に高電圧を印加し、需要家の近傍で降圧することにより、需要家が必要とする電力を供給している。その際の変電所や変電設備による昇圧や降圧のことが一般的には変電として知られる。交流電圧変換には主に変圧器が用いられる。交流の場合には、送電線路の分布容量によるキャパシタンス成分（対地容量）や変圧器のインダクタンス成分によって無効電力が発生する。特に送電線路として電力ケーブルを使用した系統では対地容量が大きく、夜間や休日などの軽負荷時には送電端よりも負荷端の電圧が上昇するフェランチ効果が発生しやすい。無効電力の調整は、コンデンサを用いてインダクタンス成分をキャンセルしたり、リアクトルを用いてキャパシタンス成分をキャンセルする。コンデンサ、リアクトル以外にも同期調相機のような回転機（ロータリーコンデンサ）なども使用することがある。
周波数の変換には電動発電機が使用されていたが、半導体素子の進歩に伴い、静止型周波数変換装置が用いられるようになってきた。交流から直流への変換を行うものを整流器またはコンバータ、直流から交流への変換を行うものをインバータ、直流電圧を変換するものをDC-DCコンバータと呼ぶ。